# Adolfo Moltedo
Adolfo Moltedo (Viterbo, 1894 – Roma, 28 marzo 1940) è stato un militare italiano, decorato di medaglia d'oro al valor militare alla memoria nel corso della guerra di Spagna.

## Biografia
Nacque a Viterbo nel 1894, figlio di Salvatore e di Elda Mangani. Dopo aver frequentato le scuole tecniche si imbarcò sulle navi mercantili e viaggiò in mare per diversi anni. Prese parte alla prima guerra mondiale in forza all'81º Reggimento fanteria "Torino" in Tripolitania e poi con altro reparto sul fronte nell'Alto Friuli, dove si ammalò e fu riformato. Dopo la fine della guerra riprese a viaggiare all'estero per le sue attività commerciali. Il 15 febbraio 1937 si arruolò con il grado di capitano tra i volontari italiani che combatterono in Spagna, poi si arruolò volontario col grado di capitano di fanteria nella X Bandera del 1º Tercio Spagnolo. Partecipò a numerosi combattimenti venendo citato con il suo reparto due all'ordine del giorno del Corpo e decorato al valore. Rimasto più volte ferito, date le condizioni fisiche venne congedato dal Tercio nel dicembre 1939 e, rientrato in Italia, si spense a Roma il 28 marzo 1940. Fu insignito della medaglia d'oro al valor militare alla memoria.